# Université nationale polytechnique de Lviv
L'université nationale polytechnique de Lviv, aussi École polytechnique de Lviv (Polytechnikum Lemberg en allemand, Національний університет "Львівська політехніка" en ukrainien, Uniwersytet narodowy "Politechnika Lwowska" en polonais) est la plus grande université scientifique de Lviv, dans l'ouest de l'Ukraine.

## Histoire de l'École polytechnique de Lviv
Créée en 1844 sous le nom de Polytechnikum Lemberg, elle a pris en 1877 le nom d'École polytechnique de Lwów. Elle constitue à cette époque un haut lieu de la vie universitaire en langue polonaise, tant au sein de la Galicie autrichienne que pendant la Deuxième République de Pologne.
Dans les années 1945-1947, les professeurs polonais quittent la ville rattachée à la RSS d'Ukraine et des enseignants venus d'Ukraine et d'autres républiques soviétiques prennent leur suite.
En 1993, elle reçoit le statut d'université d'État (Державний університет « Львівська політехніка ») et en 2000 celui d'université nationale (Національний університет « Львівська політехніка »).

## Personnalités liées à l'université

### Étudiants
- Iryna Farion, étudiante devenue professeure et député.